# Jivjany
Jivjany jsou malá vesnice, část obce Velký Malahov v okrese Domažlice v Plzeňském kraji. Nachází se dva kilometry severovýchodně od Velkého Malahova. Je zde evidováno 44 adres. V roce 2011 zde trvale žilo 70 obyvatel.
Jivjany jsou také název katastrálního území o rozloze 7,42 km².

## Historie
První písemná zmínka o vesnici pochází z roku 1115.

## Obyvatelstvo
| Rok            | 1869 | 1880 | 1890 | 1900 | 1910 | 1921 | 1930 | 1950 | 1961 | 1970 | 1980 | 1991 | 2001 | 2011 | 2021 |
| -------------- | ---- | ---- | ---- | ---- | ---- | ---- | ---- | ---- | ---- | ---- | ---- | ---- | ---- | ---- | ---- |
| Počet obyvatel | 288  | 272  | 250  | 304  | 341  | 321  | 285  | 121  | 118  | 106  | 88   | 73   | 62   | 70   | 64   |
| Počet domů     | 47   | 49   | 49   | 50   | 51   | 51   | 58   | 45   | 45   | 30   | 25   | 31   | 27   | 27   | 30   |

## Obecní správa
Při sčítání lidu v letech 1850–1959 Jivjany byly samostatnou obcí v okrese Stříbro. V letech 1960–1980 byl částí obce Velký Malahov v okrese Domažlice. Od 1. května 1980 do 23. listopadu 1990 byly částí obce Semněvice v okrese Domažlice. Od 24. listopadu 1990 jsou opět částí obce Velký Malahov v okrese Domažlice.

## Pamětihodnosti a turistické zajímavosti

### Keltský skanzen Jivjany
Na východním okraji vesnice vzniká keltský skanzen zaměřený na řemeslnou výrobu a historii bydlení v době železné. Výstavbu provádí Keltská divadelní společnost Vousův kmen.
Součástí skanzenu budou kromě obytných domů a opevnění především dílny, jako je kovárna, slévačská dílna, tkalcovna či mincovna.

## Další fotografie

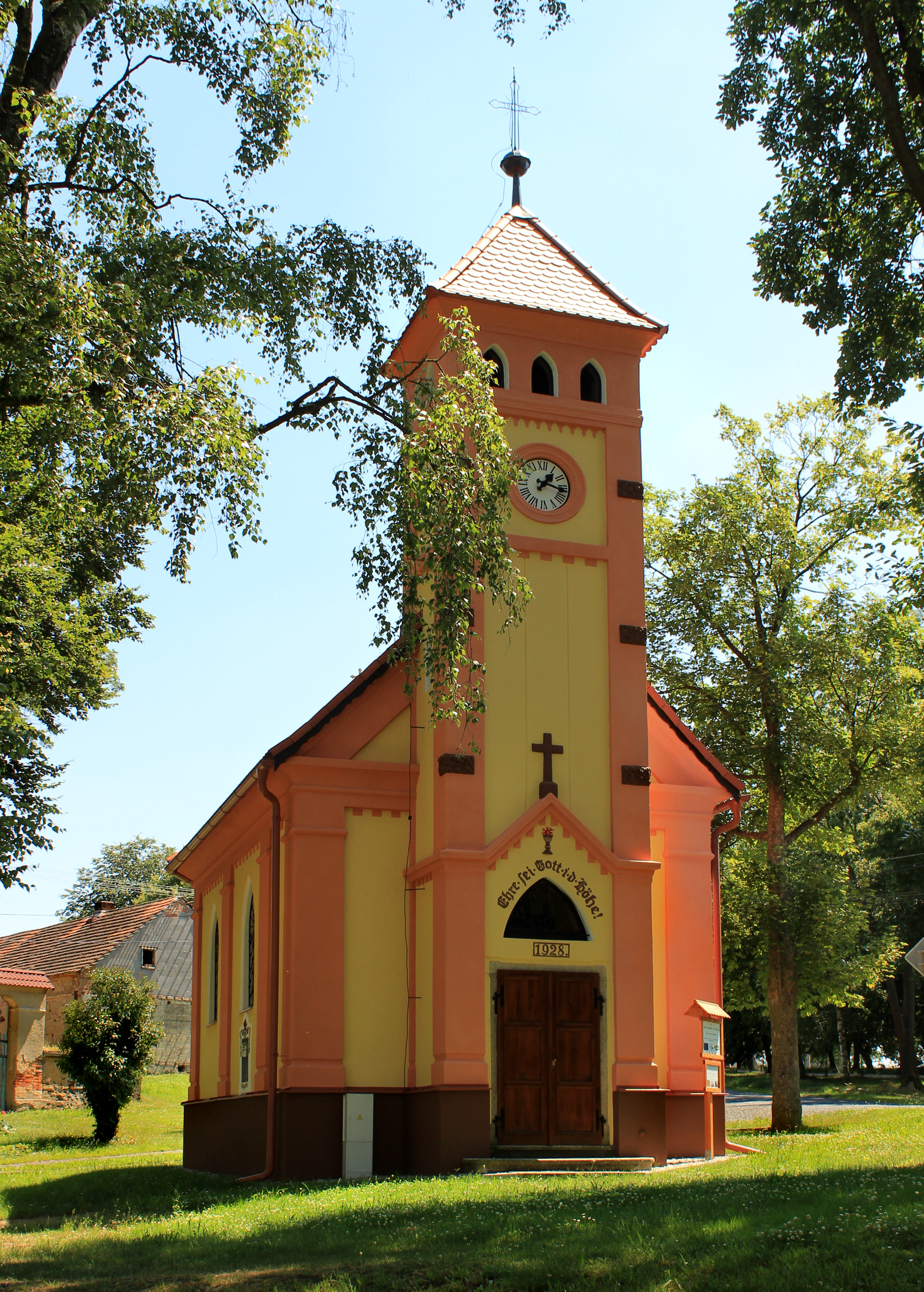
Kaple na návsi
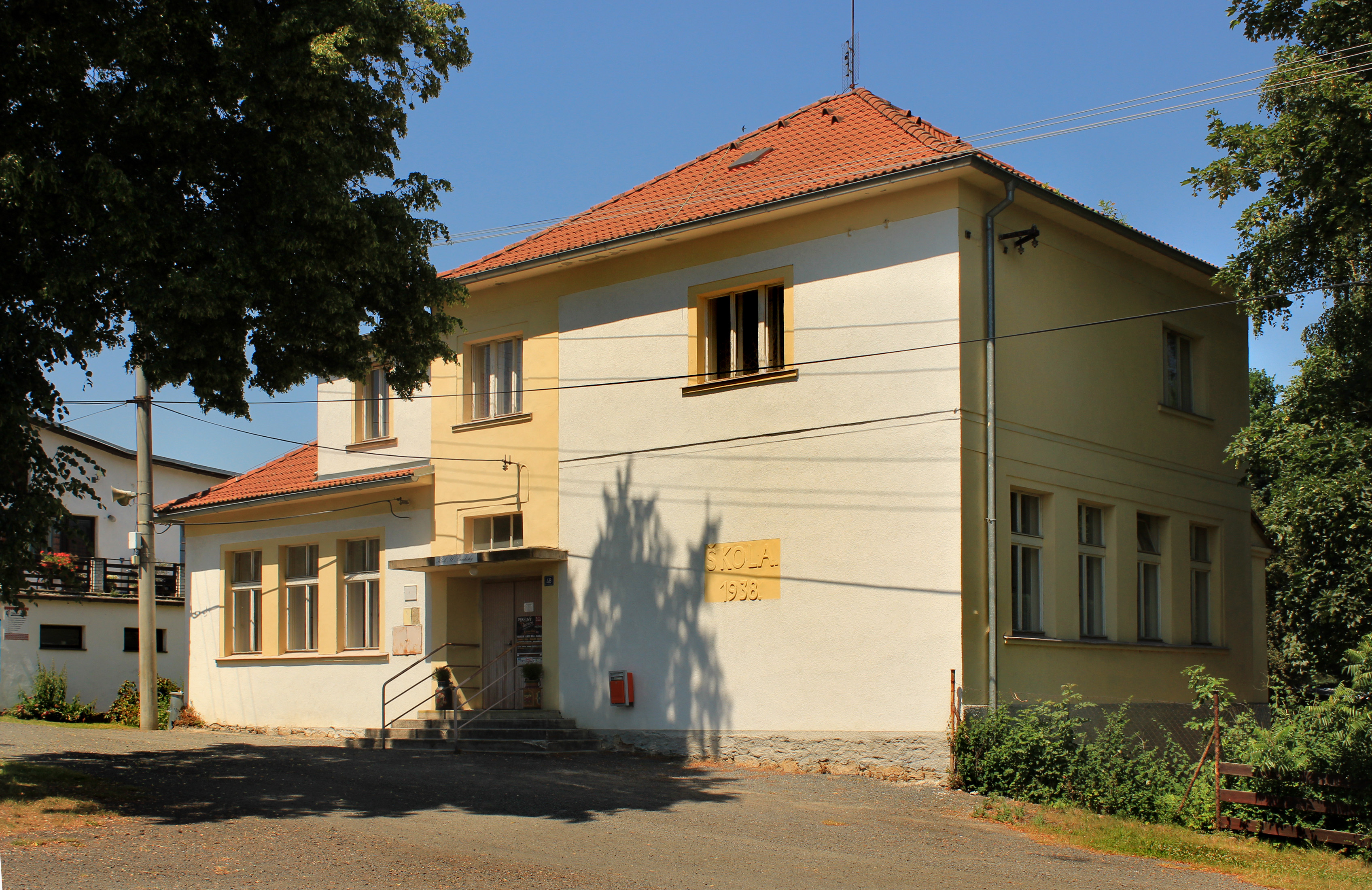
Bývalá škola
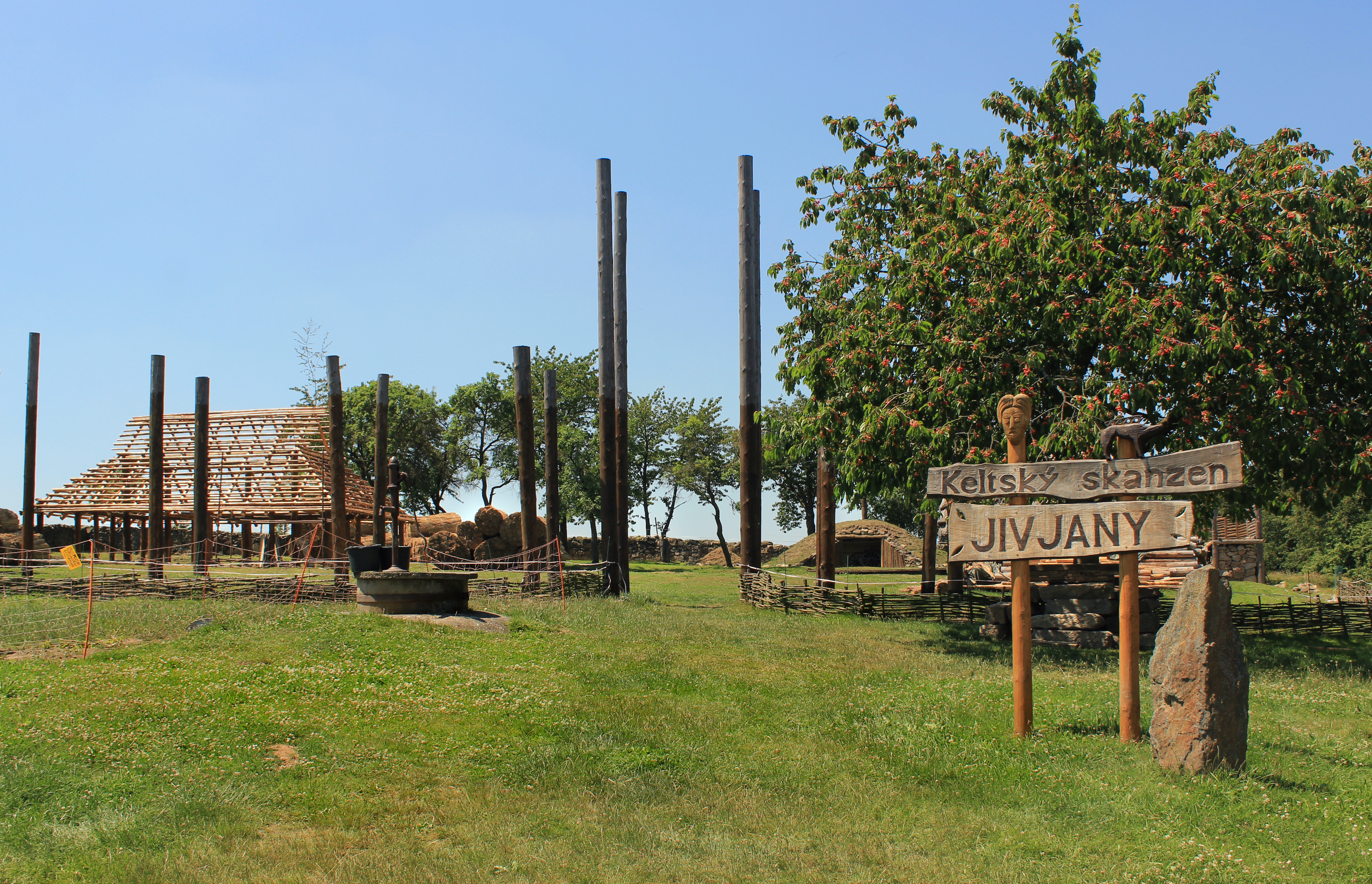
Keltský skanzen
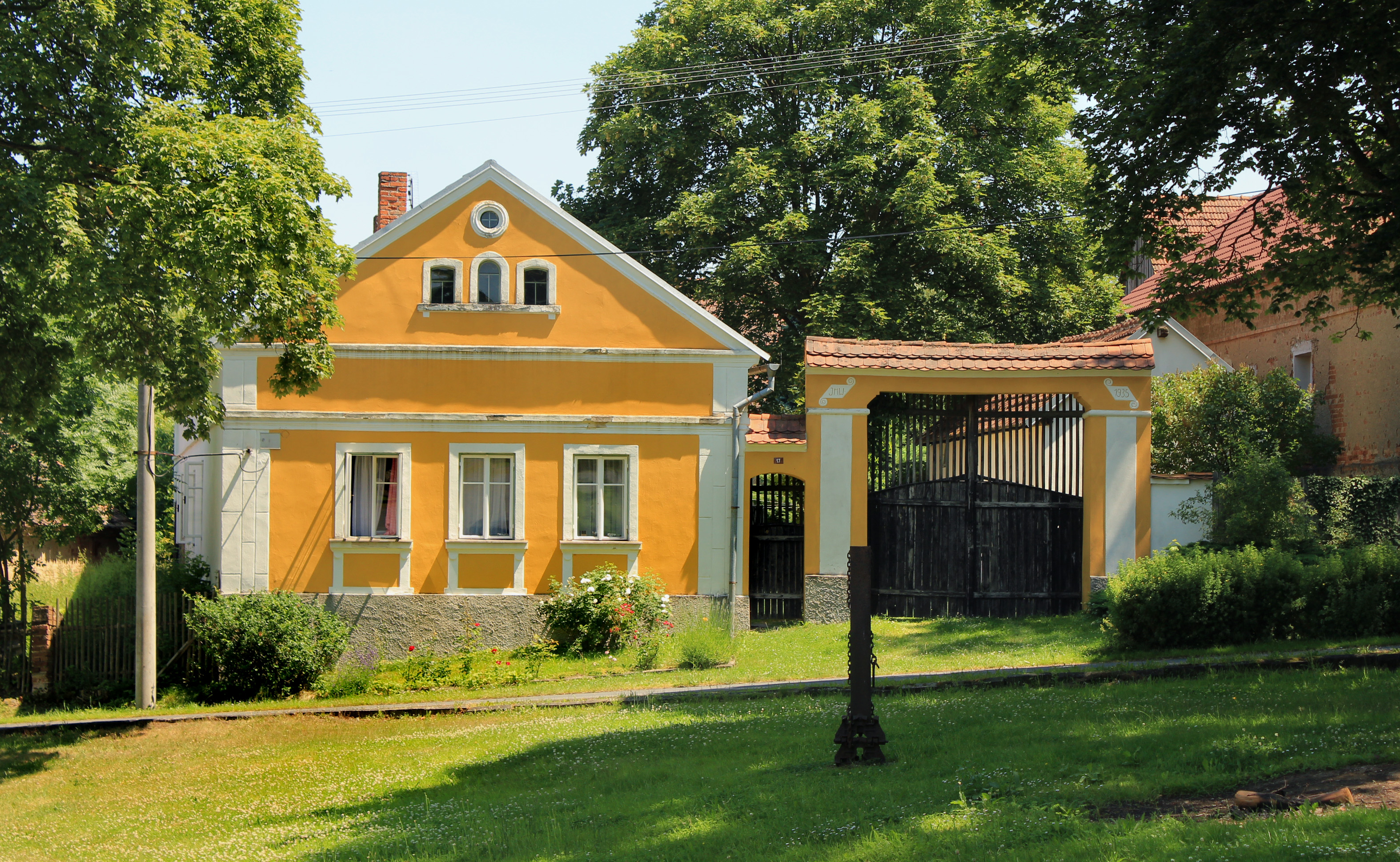
Opravený statek